# Bolbocerosoma tumefactum
Bolbocerosoma tumefactum là một loài bọ cánh cứng trong họ Geotrupidae. Loài này được Palisot de Beauvois miêu tả khoa học năm 1809.

## Hình ảnh

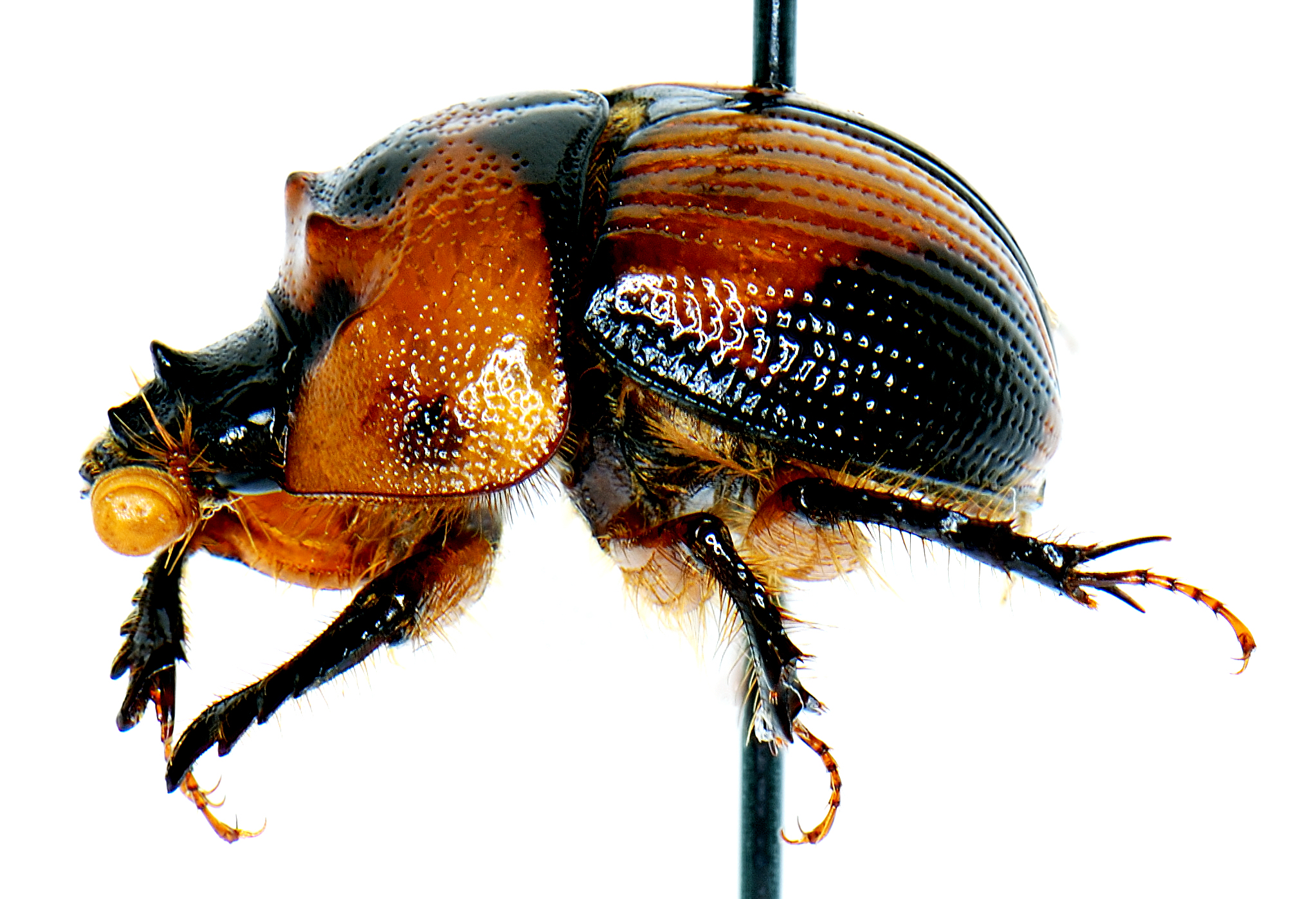
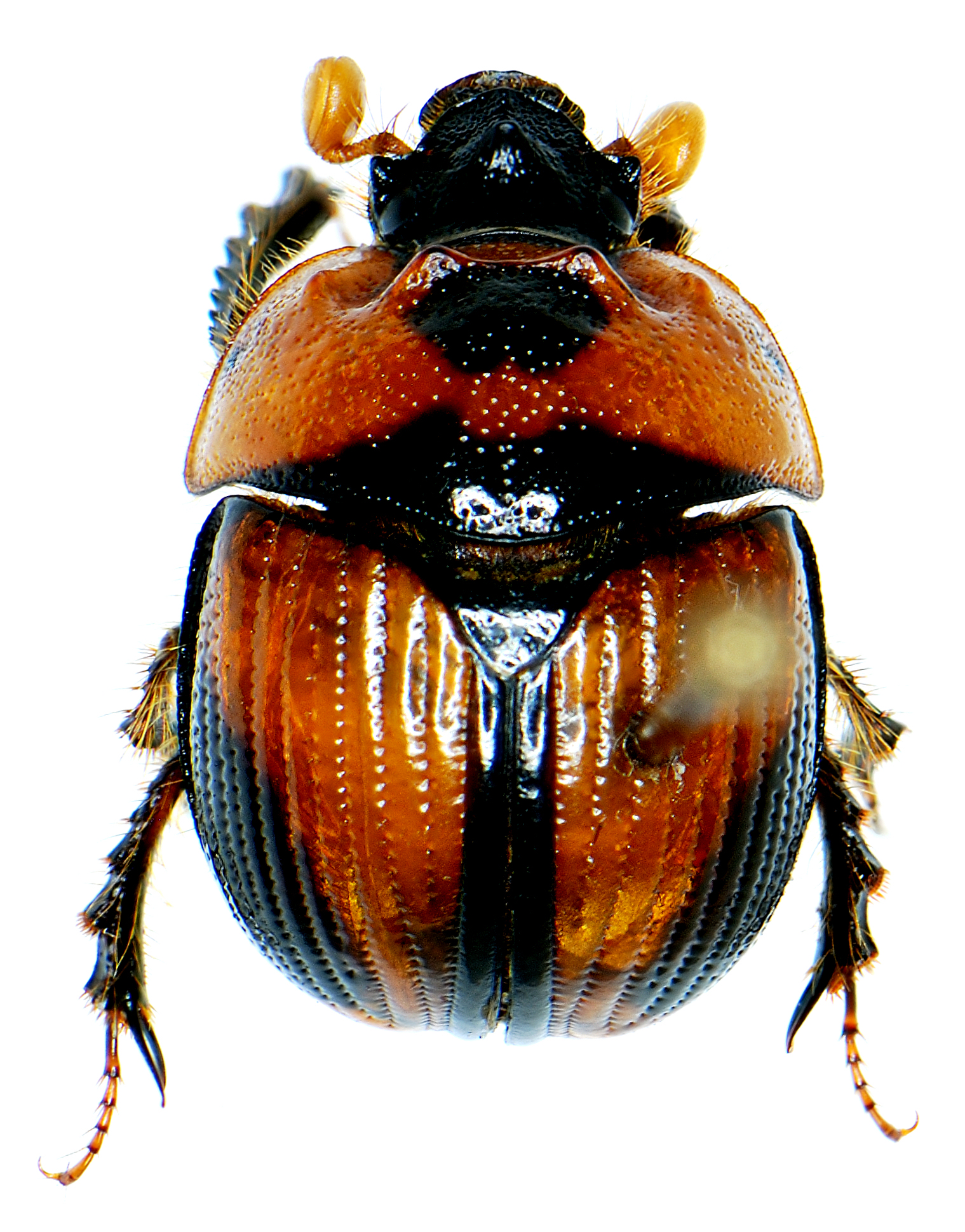